# Hoplostethus japonicus
Hoplostethus japonicus är en fiskart som beskrevs av Hilgendorf, 1879. Hoplostethus japonicus ingår i släktet Hoplostethus och familjen Trachichthyidae. Inga underarter finns listade i Catalogue of Life.